# Alloxylon
Genre
Classification phylogénétique
Alloxylon est un genre de plantes à fleurs de la famille des  Proteaceae. Il comprend 5 espèces, principalement des arbres de taille petite à moyenne. Ils sont originaires de la côte orientale de l'Australie, avec une espèce,  A. brachycarpum poussant en Nouvelle-Guinée et dans les îles Aru. Le genre est une création relativement nouvelle, séparé d'Oreocallis . Le nom est dérivé du grec classique allo-"autre" ou "étrange" et xylon - "bois" en raison de l'architecture insolite de leurs cellules par rapport aux genres liés Telopea et Oreocallis. En Australie, ils sont connus sous le nom de waratahs en raison des similitudes de leurs inflorescences avec celle des Telopea. 

## Classification
Avec Telopea, Oreocallis et Embothrium , Alloxylon fait partie d'un petit groupe de plantes très voyantes à fleurs (souvent rouges) terminales disséminées sur les bords du Pacifique sud. Connu sous le nom d'Embothriinae, il s'agit d'un ancien groupe ayant ses racines au milieu du Crétacé, lorsque l'Australie, l'Antarctique et l'Amérique du Sud étaient reliés. 

## Culture
Ils sont cultivés pour leurs fleurs incroyablement voyantes. Leur grande taille et, dans certains cas, le long temps entre le semis et la floraison à partir de semences, a limité leur disponibilité en tant que plantes de jardin. Toutefois Alloxylon flammeum s'est avéré robuste et adaptable, tandis que les autres sont plus exigeants. Tous ont besoin d'un sol bien drainé, riche en matières organiques, mais faible en phosphore avec quelques petits abris quand ils sont jeunes. 

## Listes des espèces
- Alloxylon brachycarpum
- Alloxylon flammeum
- Alloxylon pinnatum
- Alloxylon wickhamii